# Hunky Dory
Hunky Dory é o quarto álbum de estúdio do músico britânico David Bowie, gravado no verão de 1971 e lançado em dezembro do mesmo ano. Foi seu primeiro lançamento pela RCA, que seria seu selo por toda a próxima década. Hunky Dory foi descrita por Stephen Thomas Erlewine, da Allmusic, como tendo "um arranjo caleidoscópico de estilos pop, unidos somente pelo senso de visão de Bowie: uma vasta mistura cinemática de artes altas e baixas, sexualidade ambígua, cafonice e classe".
O álbum recebeu aclamações críticas desde seu lançamento, e é visto como um dos melhores trabalhos do artista. A Time o escolheu como parte da sua lista de "100 melhores álbuns de todos os tempos" de janeiro de 2010, com o jornalista Josh Tyrangiel elogiando "a ambição material [de Bowie] em ser um poeta boêmio com um estilo exuberante".  estilo da capa do álbum foi inspirado por um livro de fotos de Marlene Dietrich que Bowie levou consigo à sessão de fotos.

## Produção
Com o novo baixista Trevor Bolder substituindo Tony Visconti, Hunky Dory foi a primeira produção com a participação de todos os membros da banda que se tornaria conhecida no ano seguinte como Ziggy Stardust's Spiders From Mars. Também começando com Bowie, no lugar de Visconti como produtor, estava outro membro-chave da fase Ziggy, Ken Scott. O encarte do álbum conteria o crédito "Produzido por Ken Scott (assistido pelo ator)". O "ator" era o próprio Bowie, cuja "vaidade mimada", nas palavras dos críticos da NME Roy Carr e Charles Shaar Murray, era "pensar de si mesmo como um ator".

## Estilo e temas
O biógrafo musical David Buckley disse de Hunky Dory, "Seu status de 'fácil de ouvir' e sua sensibilidade musical convencional depreciam o fato de que, liricamente, este disco estabelece um modelo para a futura carreira de Bowie". A faixa de abertura, "Changes", foca na natureza compulsiva da reinvenção artística ("Estranha fascinação, me fascinando/ Mudanças estão tomando o lugar por onde passo") e na distanciação do rock mainstream ("Cuidado, seus roqueiros"). De qualquer modo, o compositor também tomou tempo para prestar tributo a suas influências com as faixas "Song for Bob Dylan", "Andy Warhol" e "Queen Bitch", inspirada pelo Velvet Underground.
Seguinte ao hard rock do álbum anterior de Bowie, The Man Who Sold The World, Hunky Dory viu a volta parcial do estranho cantor pop de Space Oddity, com uma luz em "Kooks" (dedicada a seu filho, conhecido como Zowie Bowie, mas legalmente chamado Duncan Zowie Haywood Jones) e o cover "Fill Your Heart", ao lado de material mais pesado, como "Quicksand", de tons ocultos, e a semi-autobiográfica "The Bewlay Brothers". Entre os dois extremos, estavam "Oh! You Pretty Things", cuja melodia pop escondia letras inspiradas por Nietzsche, predizendo a eminente substituição do homem moderno pelo "Homo Superior", e que é citada como um precursor direto para "Starman", do álbum seguinte de Bowie, The Rise and Fall of Ziggy Stardust and the Spiders from Mars.

## Lançamento e recepção
Bowie estava sem um contrato de gravação quando começou a trabalhar no álbum nos Trident Studios em 8 de junho de 1971. A RCA Records em Nova Iorque ouviu as demos e fechou com ele um acordo de três álbuns em 9 de setembro de 1971, lançando Hunky Dory em 17 de dezembro. Apoiado pelo single "Changes", o álbum, no geral, teve resenhas favoráveis e vendeu razoavelmente bem no lançamento inicial, sem ser uma grande sucesso. A Melody Maker o chamou de "o pedaço mais inventivo de composições a ter aparecido num disco num período considerável de tempo", enquanto a NME o descreveu como Bowie estando "no seu auge brilhante". Nos Estados Unidos, a Rolling Stone opinou que "Hunky Dory não só representa o álbum mais musicalmente engajado de Bowie, mas também o encontra mais uma vez escrevendo literalmente o suficiente para deixar o ouvinte examinar suas ideias confortavelmente, sem ter que enfrentar uma barreira de palavreados aparentemente impregnáveis antes de captar uma ideia". De qualquer modo, foi somente após o grande avanço comercial de Ziggy Stardust em meados de 1972 que Hunky Dory tornou-se um hit, alcançando o número 3 nos charts britânicos. Em 1973, a RCA lançou "Life on Mars?" como um single, que também chegou ao n°3 no Reino Unido.
Em 1998, os leitores da revista Q elegeram Hunky Dory como 43° melhor álbum de todos os tempos, enquanto em 2000 a mesma revista o colocou no número 16 na sua lista dos 100 melhores álbuns britânicos de todos os tempos. Em 2003, o álbum foi classificado como 107° na lista da Rolling Stone dos 500 melhores álbuns de todos os tempos. No mesmo ano, VH1 o colocou em 47° e a lista Virgin All Time Top 1000 Albums o colocou em 16°. Em 2004, foi classificado como 80° na lista dos 100 melhores álbuns dos anos 70 da Pitchfork Media. Em 2006, a revista Time o escolheu como um dos 100 melhores álbuns de todos os tempos.
O próprio Bowie considera o álbum o mais importante de sua carreira. Falando em 1999, ele disse: "Hunky Dory me deu um engrandecimento fabuloso. Acho que me proveu, pela primeira vez na vida, um verdadeiro público - quero dizer, pessoas realmente vindo até mim e dizendo, 'Bom álbum, boas músicas'. Isso não tinha acontecido comigo antes. Era assim, 'Ah, estou captando, estou entendendo, estou começando a comunicar o que quero fazer. Agora: o que é que quero fazer?' Havia sempre um azar duplo lá."

## Faixas
Todas as faixas escritas e compostas por David Bowie, exceto onde notado. 
| Lado A |                         |         |  |
| N.º    | Título                  | Duração |  |
| 1.     | "Changes"               | 3:37    |  |
| 2.     | "Oh! You Pretty Things" | 3:12    |  |
| 3.     | "Eight Line Poem"       | 2:55    |  |
| 4.     | "Life on Mars?"         | 3:53    |  |
| 5.     | "Kooks"                 | 2:53    |  |
| 6.     | "Quicksand"             | 5:08    |  |

| Lado B |                                              |         |  |
| N.º    | Título                                       | Duração |  |
| 7.     | "Fill Your Heart" (Biff Rose, Paul Williams) | 3:07    |  |
| 8.     | "Andy Warhol"                                | 3:56    |  |
| 9.     | "Song for Bob Dylan"                         | 4:12    |  |
| 10.    | "Queen Bitch"                                | 3:18    |  |
| 11.    | "The Bewlay Brothers"                        | 5:22    |  |